# Uniontown (Kentucky)
Uniontown – miasto w Stanach Zjednoczonych, w stanie Kentucky, w hrabstwie Union.